# Egesina picta
Egesina picta là một loài bọ cánh cứng trong họ Cerambycidae.